# Cynathea
Genre
Cynathea est un genre d'araignées aranéomorphes de la famille des Thomisidae.

## Distribution
Les espèces de ce genre se rencontrent en Afrique subsaharienne.

## Liste des espèces
Selon World Spider Catalog (version 18.0, 04/02/2017) :
- Cynathea bicolor Simon, 1895
- Cynathea mechowi (Karsch, 1881)
- Cynathea obliterata Simon, 1895

## Publication originale
- Simon, 1895 : Histoire naturelle des araignées. Paris, vol. 1, p. 761-1084 (texte intégral).